# John Major
Pour les articles homonymes, voir Major (homonymie).
Ne doit pas être confondu avec John C. Major.
John Major ([ˈdʒɒn ˈmeɪdʒə(ɹ)]), né le 29 mars 1943 à Sutton (Grand Londres), est un homme d'État et homme d'affaires britannique, membre du Parti conservateur et Premier ministre du Royaume-Uni du 28 novembre 1990 au 2 mai 1997.
Secrétaire en chef du Trésor de 1987 à 1989, il devient pour trois mois secrétaire d'État aux Affaires étrangères avant d'être nommé chancelier de l'Échiquier par Margaret Thatcher, à qui il succède comme Premier ministre. À la surprise générale, il remporte deux ans plus tard les élections générales de 1992, mais avec une majorité affaiblie. Peu après, en septembre 1992, la dégradation de la conjoncture l'oblige à sortir la livre sterling du système monétaire européen. 
Son mandat est marqué par d'importantes dissensions au sein de son parti, en particulier sur la politique européenne. Il se fait réélire en 1995 à la tête de sa formation, mais ne retrouve jamais l'autorité nécessaire pour gouverner sans difficultés. En 1997, il est largement défait par les travaillistes de Tony Blair et se retire quatre ans plus tard de la vie politique.

## Situation personnelle

### Origines et famille
John Major est appelé John Roy Major, mais seul le prénom « John » apparaît sur son certificat de naissance. Il utilise le prénom Roy jusqu'au début des années 1980.
Bien qu'il soit né dans le quartier riche de Sutton dans la banlieue de Londres, la famille de Major doit déménager vers le quartier plus pauvre de Brixton, après que son père a fait faillite. Il fréquente l'école de Rutlish (en) sans se faire remarquer et quitte l'école à 16 ans en 1959 avec quelques attestations de niveau (O-level) en histoire, langue anglaise et littérature anglaise ; il a ensuite obtenu les mêmes attestations pour les mathématiques et l'économie, ayant suivi des cours par correspondance.
Le premier travail de Major est celui d'employé de bureau chez un courtier en assurances, en 1959, dont il démissionne ayant peu de goût pour ce travail. Il adhère aux Jeunes Conservateurs (en) à Brixton à la même époque.
Major a 19 ans quand son père meurt en 1962, à l'âge de 82 ans.
Le 3 octobre 1970, il épouse Norma Johnson, avec laquelle il a ensuite deux enfants : James et Elizabeth.

### Carrière professionnelle
Major fait une demande pour être chauffeur de bus, mais est refusé en raison de sa grande taille,,. Après une période sans emploi, Major commence à travailler au London Electricity Board (en) en 1963. Il décide ensuite de suivre des cours par correspondance pour la maîtrise du métier de banquier. Ceci lui permet d’obtenir un poste de responsabilité à la Standard Chartered Bank (en mai 1965), au sein de laquelle il gravit rapidement les échelons. Il est notamment envoyé travailler à Jos au Nigeria en 1967 où il manque de peu de mourir dans un accident de voiture,.
Il ne quitte la Standard Chartered Bank qu'en 1979, après son élection au Parlement, mais reste ensuite membre de l'Association des banquiers.

## Parcours politique

### Débuts
John Major montre un intérêt pour la politique dès son plus jeune âge, faisant des discours juché sur un carton sur le marché de Brixton. En 1964, à l'âge de 21 ans, il se présente à l'élection du conseil de Lambeth, un borough de Londres, mais n'est élu qu'en 1968, contre toute attente, lors d'un basculement en faveur des conservateurs. Il siège au conseil en tant que vice-président du comité au logement et est responsable de la construction de plusieurs résidences municipales. En 1971, Major se présente dans un autre quartier londonien où la victoire semble plus facile pour le Parti conservateur, mais il est battu.
Il se présente au Parlement à St. Pancras North, dans le borough londonien de Camden, aux deux élections générales de 1974, mais ne peut s'imposer à ce poste traditionnellement occupé par les travaillistes. En mai 1976, il obtient l'investiture du parti conservateur dans le Huntingdonshire et se trouve facilement élu au Parlement aux élections générales de 1979. En 1983, Major devient membre du Parlement pour Huntingdon grâce à un changement dans le tracé des circonscriptions. Il y est réélu en 1987, 1992 et 1997. Il ne se représente pas aux élections générales de 2001.
Il devient secrétaire particulier au Parlement en 1981 et assistant whip à partir de 1983. Il est nommé sous-secrétaire d'État à la Sécurité sociale en 1985 et devient ministre pour la même fonction en 1986. Il entre au cabinet ministériel en tant que secrétaire en chef au Trésor en 1987, puis est nommé secrétaire aux Affaires étrangères en 1989. Il ne reste que trois mois à ce poste avant de devenir chancelier de l'Échiquier après la démission de Nigel Lawson en octobre 1989. Major présente son unique budget au printemps 1990. Il le présente comme « budget pour l’économie » et annonce le TESSA (Tax Exempt Special Saving Account) pour inciter les foyers britanniques à placer leur argent en banque après les fortes chutes enregistrées au cours des années précédentes.
En novembre 1990, Michael Heseltine, un conservateur mécontent de la politique de Margaret Thatcher, demande à ce qu'un nouveau dirigeant du parti conservateur soit élu. Lorsque Thatcher se retire de l'élection au second tour, John Major et Douglas Hurd s'y présentent. Bien qu’il lui manque deux voix pour atteindre les 187 votes nécessaires à la victoire lors du second tour, les résultats de Major sont suffisants pour forcer ses rivaux à lui faire des concessions et il devient Premier ministre le 27 novembre 1990.

### Premier ministre
Major est le Premier ministre du Royaume-Uni pendant la guerre du Golfe. Pendant ses premières années à Downing Street, l’économie mondiale qui s’était bien portée au cours des années 1980 subit une récession. Alors que tout le monde s’attendait à ce qu’il perde les élections de 1992 face à Neil Kinnock, Major fait sa campagne dans la rue, déclamant de nombreux discours sur une tribune comme il le faisait dans sa jeunesse. Cette touche populiste, contrastant avec la campagne lisse des travaillistes, toucha l’électorat et offre à Major un deuxième et inattendu mandat, avec une majorité très affaiblie au Parlement. Cette situation devient vite insurmontable, surtout après que le Royaume-Uni est forcé de se retirer du Système monétaire européen, le mercredi Noir (le 16 septembre 1992), seulement cinq mois après les élections. Il affirme avoir chanté dans sa douche le jour de la sortie du SME.
Cependant le parti conservateur s’effondre, victime de luttes internes. Major essaie de régler cette crise par une approche modérée, mais il se trouve confronté à la droite du parti et au Cabinet ministériel.

#### Politique européenne
Sa politique concernant l’Union européenne dresse l’opposition contre le gouvernement qui essaie alors de ratifier le traité de Maastricht. Bien que le Parti des travaillistes soutienne le traité, ils sont prêts à faire des choix tactiques dans le seul but d’affaiblir le gouvernement. Les travaillistes déposent un amendement demandant un vote sur le chapitre social du traité. Plusieurs députés conservateurs votent contre le gouvernement et le vote est perdu. Major contre-attaque en demandant un second vote le lendemain (23 juillet 1993) qu’il déclare vote de confiance (c'est-à-dire qu’il démissionne s’il perd). Il gagne par 40 voix, mais son autorité a été atteinte.
Plus tard le même jour, Major accorde un entretien à Michael Brunson pour ITN. Lors d’un moment d’inattention et alors qu’il pense que les micros sont éteints, Brunson demande à Major pourquoi il n’a pas limogé les ministres qui ont conspiré contre lui. Il répond « Nous ne voulons pas de trois bâtards de plus dehors. Quelle était la maxime de Lyndon Johnson déjà ?... ». Major explique plus tard qu’il a utilisé le chiffre trois par hasard, mais de nombreux journalistes identifient immédiatement les trois ministres comme étant Peter Lilley, Michael Portillo et Michael Howard, trois eurosceptiques importants. Un enregistrement de la conversation est récupéré par The Daily Mirror et distribué par le journal, incommodant Major au passage.

#### Irlande du Nord
À la suite de l'assassinat de l’avocat irlandais Pat Finucane par des paramilitaires loyalistes agissant de concert avec le service de renseignements britannique, il fit pression en 1992 sur le procureur, l'obligeant à accepter de conclure avec l'assassin, Brian Nelson, un plaider-coupable lui permettant d’être libéré au bout de quatre ans et de ne pas être confronté à un contre-interrogatoire lors de son procès.
John Major donne en mars 1993 une vigueur nouvelle aux discussions secrètes menées avec l'IRA depuis plusieurs années. Une note confidentielle transmise à ce moment-là au Sinn Féin, après une vague d'attentats, témoigne de dispositions à la négociation : « Tous les protagonistes de ce conflit ont la responsabilité d'y mettre fin. Personne n'a le monopole de la souffrance. Un processus d'apaisement est nécessaire ». (Matthew Carr, La Mécanique infernale). Le 15 décembre 1993, John Major et Albert Reynolds, le Premier ministre irlandais, publient la Downing Street Declaration, ce qui entraîne l'année d'après un premier cessez-le-feu de l'IRA.
L'accord du Vendredi saint est signé bien après que John Major a quitté Downing Street, par son successeur Tony Blair. Mais John Major a contribué à ouvrir la voie à la paix en Irlande du Nord, après des dizaines d'années de violences féroces. Son rôle exact dans le tournant d'un conflit qui semblait inextricable reste à préciser, et peut-être à mettre en valeur.

#### Politique étrangère
Il entretient de bons rapports avec les monarchies du Golfe, félicitant même le sultan d'Oman, Qabus ibn Saïd, pour l'adoption en 1996 d'une loi destinée à renforcer ses pouvoirs.

#### Fin de mandat
À la conférence du parti conservateur de 1993, Major commence sa campagne « Retour aux sources ». Celle-ci doit répondre entre autres aux problèmes dans les domaines de l’économie, de l’éducation ou de la police. Cependant, elle est interprétée par certains (parmi lesquels des membres du cabinet conservateur) comme une campagne moralisatrice. Cette campagne a des effets désastreux pour le parti conservateur et le cabinet.
En 1995, John Major démissionne de la tête du parti conservateur afin d’organiser de nouvelles élections et de rassembler les conservateurs autour de lui. John Redwood, le secrétaire d’État du Pays de Galles se présente contre lui. Major gagne avec 218 votes contre 89 pour Redwood (8 abstentions et 12 blancs), ce qui est suffisant pour s’imposer au premier tour, mais seulement trois voix de plus que l’objectif qu’il s’est lui-même fixé.
Sa réélection à la tête du parti ne suffit pas à restaurer son autorité. En décembre 1996, les conservateurs perdent la majorité à la Chambre des communes. Major réussit à tenir malgré tout, mais doit organiser de nouvelles élections pour le Parlement en mars 1997 alors que son mandat arrive à terme.

### Retraite
La défaite de Major aux élections générales de 1997 face à Tony Blair ne surprend presque personne, mais l’ampleur de cette défaite n’était pas prévisible. Major démissionne de la tête du parti conservateur après cet échec. Par la suite, et contrairement à Margaret Thatcher, il garde un profil bas et reste un peu à l’écart de la politique, donnant simplement quelques conseils de temps en temps. Il se livre aussi au cricket, sa passion, en tant que président du Surrey County Cricket Club.
John Major est un membre du comité consultatif européen du Carlyle Group à partir de 1998 et est en outre nommé directeur de Carlyle Europe en mai 2001.
Major ne se présente pas aux élections générales de 2001 et refuse la place, à vie, à la Chambre des lords offerte habituellement aux anciens Premiers ministres.
Cette retraite tranquille n'est dérangée que par la révélation en septembre 2002 d’une relation extra-conjugale antérieure avec une autre membre du Parlement, Edwina Currie, pendant quatre ans.

## Relations avec les médias
Pendant sa présidence du parti conservateur, John Major est présenté comme quelqu'un d'honnête (« Honest John ») mais ennuyeux et incapable de mettre fin aux querelles intestines des conservateurs. Dans Spitting Image (équivalent anglais des Guignols de l'info), sa marionnette, d'abord un artiste de cirque, est remplacée par un homme grisâtre dînant avec sa femme, lui disant « Délicieux, ces petits pois, ma chérie » de temps en temps. Le journal Private Eye, parodie L’Agenda secret d’Adrian Mole, 13 ans et trois quarts de Sue Townsend pour écrire L’Agenda secret de Johnny Major, 54 ans un quart, avec « ma femme Norman » et « Monsieur Docteur Mawhinney » comme personnages récurrents.
Parce qu’il a grandi à Brixton, souvent appelée la « capitale de la communauté jamaïcaine à Londres », certains journalistes de télévision et de radio lui ont prêté des surnoms tels que « Johnny Reggae ».

## Principaux membres de son cabinet

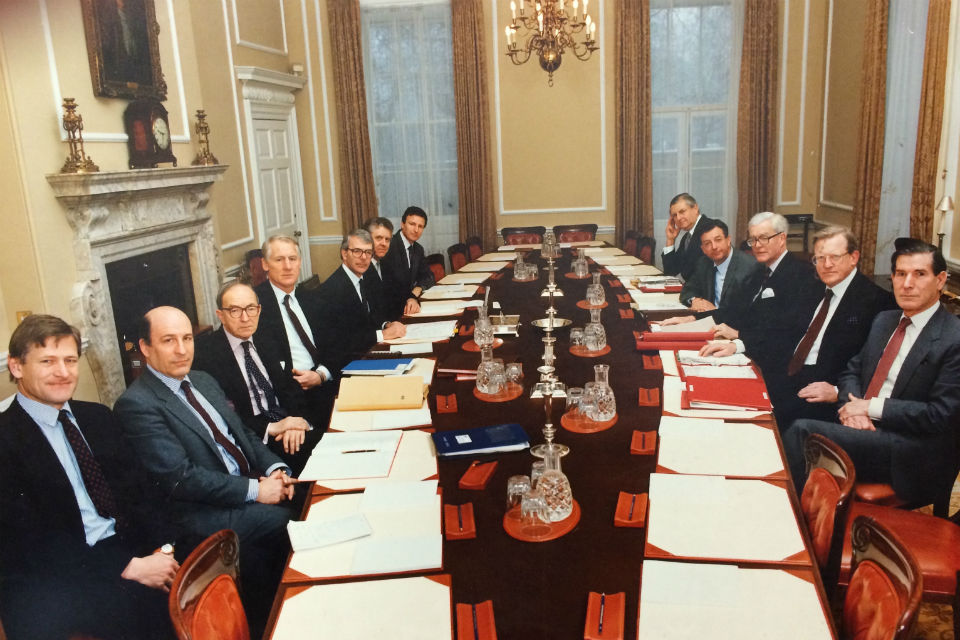
Réunion du cabinet de John Major au 10 Downing Street.

Son premier ministre des Affaires étrangères a été Douglas Hurd, qui était déjà à ce poste depuis fin 1989 et qui a été candidat à l'élection du nouveau chef du parti conservateur en 1990 : il a démissionné vers juillet 1995 et a été remplacé par l'Écossais Malcolm Rifkind.
Son premier ministre des Finances (chancelier de l'Échiquier) a été Norman Lamont. Ce dernier était assez démuni devant l'indécision de Major dans la crise monétaire de l'ERM (Major refusait de retirer le sterling du serpent monétaire). Des sommes énormes ont été consacrées à soutenir la monnaie... sans résultat.
De plus, Major n'a pas modifié son équipe de conseillers économiques. Ces sept mois ont été fatals pour la suite de sa carrière malgré une légère amélioration économique, due à une dévaluation trop tardive.
Après sept mois de « tempête monétaire », d'indécision, et de divergences avec Lamont, il le remplace par Kenneth Clarke. La droite du parti et des membres de cabinet s'opposent alors à sa politique de refus du traité de Maastricht. Des députés conservateurs votent contre lui à la Chambre des communes. Ses principaux ministres sont alors Michael Portillo, Michael Howard et Peter Lilley, des eurosceptiques.
Au Congrès du Parti, en 1993, des scandales éclaboussant d'autres ministres éclatent.
Ainsi, David Mellor, Tim Yeo, Tim Smith et Neil Hamilton doivent démissionner.
Cependant Major a été très actif dans ses négociations secrètes avec l'IRA provisoire pour finalement parvenir à la paix. Cela a été sa plus grande réussite. Malgré ses tentatives pour maintenir son hégémonie, il perd les élections de 1997.

## Résultats électoraux

### Chambre des communes
| Élection     | Circonscription  | Parti | Parti        | Voix   | %    | Résultats |
| ------------ | ---------------- | ----- | ------------ | ------ | ---- | --------- |
| Février 1974 | St Pancras North |       | Conservateur | 7 926  | 28,3 | Échec     |
| Octobre 1974 | St Pancras North |       | Conservateur | 6 602  | 27,3 | Échec     |
| 1979         | Huntingdonshire  |       | Conservateur | 40 193 | 55,3 | Élu       |
| 1983         | Huntingdon       |       | Conservateur | 34 254 | 62,4 | Élu       |
| 1987         | Huntingdon       |       | Conservateur | 40 530 | 63,6 | Élu       |
| 1992         | Huntingdon       |       | Conservateur | 48 662 | 66,2 | Élu       |
| 1997         | Huntingdon       |       | Conservateur | 31 501 | 55,3 | Élu       |

### Élections locales
| Date | Conseil                        | District | Parti | Parti        | Voix  | Rang | Résultats |
| ---- | ------------------------------ | -------- | ----- | ------------ | ----- | ---- | --------- |
| 1968 | Lambeth London Borough Council | Ferndale |       | Conservateur | 991   | 3e   | Élu       |
| 1971 | Lambeth London Borough Council | Thornton |       | Conservateur | 2 061 | 5e   | Échec     |

## Dans la fiction
- 2022 : La saison 5 de The Crown se déroule essentiellement pendant le mandat de Premier ministre de John Major. Il est interprété par Jonny Lee Miller.

## Distinctions
- Ordre des compagnons d'honneur (CH - 1999)[8]
- Chevalier de l'Ordre de la Jarretière (KG - 2005)
- Grand cordon de l'ordre du Soleil levant mai 2012[9]